# Johan Antonie de Jonge

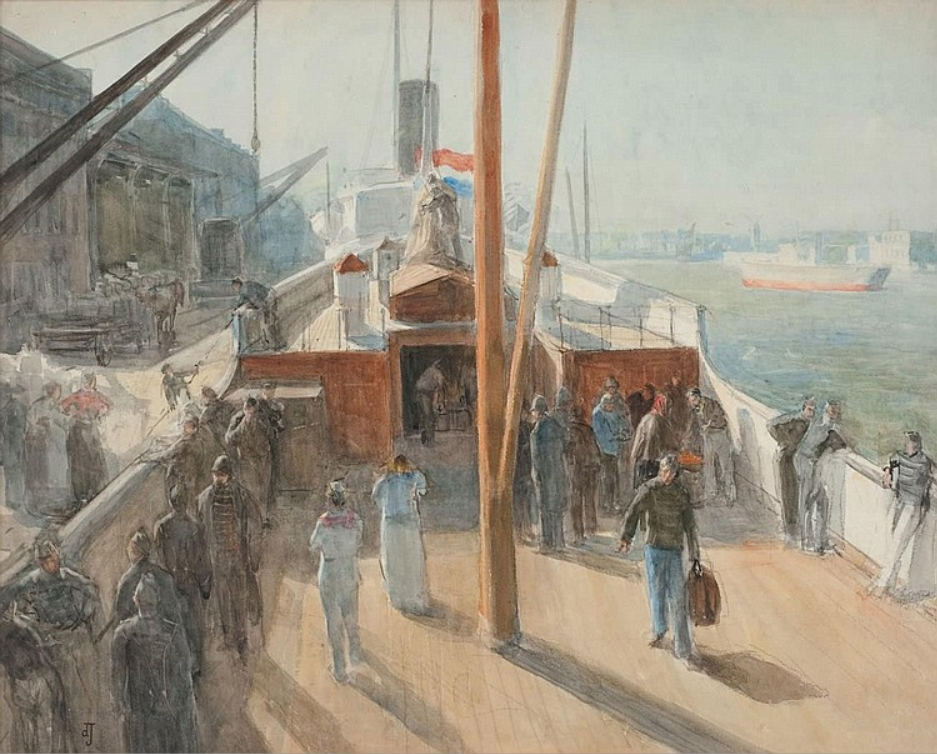
Sur le pont d'un bateau

Johan Antonie de Jonge (* 7. November 1864 in Rotterdam; † 9. Dezember 1927 in Den Haag) war ein niederländischer Anwalt, Maler und Zeichner.
De Jonge war der älteste Sohn von Bonifacius Cornelis de Jonge (1834–1907), Präsident des Hofes in Den Haag, und Elizabeth Henriette Maria Philipse (183–1927), Tochter von Johan Antoni Philipse, Generalanwalt des Obersten Gerichtshofs in Den Haag.
Er studierte Rechtswissenschaften in Leiden, wo er 1889 promovierte. Danach ließ er sich als Anwalt in Den Haag nieder.
Er nahm während seines Studiums Unterricht an der Haager Zeichenakademie und später bei mehreren Künstlern aus Den Haag. Er war Schüler von Fridolin Becker, Frits Jansen und Otto Eerelman. Er wurde auch Mitglied des „Pulchri Studio“, wodurch er an ihren Ausstellungen teilnehmen konnte.
1903 hörte er auf, als Anwalt zu arbeiten, und widmete sich seitdem  der Malerei. Er gehörte zur zweiten Generation der Haager Schule und wurde hauptsächlich Zeichner und Aquarellist. Es faszinierte ihn das Strandleben in Scheveningen.
De Jonge verkaufte nur wenige seiner Werke.
1904 wurde er zum Ritter des Ordens von Oranje-Nassau ernannt.
De Jonge starb unverheiratet. Seine Erben haben einen großen Teil der Sammlung an den Staat gespendet. Der Drucksaal der Universitätsbibliothek Leiden besitzt mehrere Dutzend Werke von De Jonge.
De Jonge war auch Eigentümer des umfangreichen Familienarchivs.
2007 widmete das Museum Panorama Mesdag eine Ausstellung den Werken von De Jonge, meist aus der Sammlung des Haager Sammlers Fred Klomp. 2014 folgte in Muzee Scheveningen eine ähnliche Ausstellung, die ebenfalls auf der Sammlung Klomp basierte.